# Сен-Парду-Мортероль
Сен-Парду́-Мортеро́ль (фр. Saint-Pardoux-Morterolles) — коммуна во Франции, находится в регионе Лимузен. Департамент коммуны — Крёз. Входит в состав кантона Руайер-де-Вассивьер. Округ коммуны — Обюссон.
Код INSEE коммуны — 23227.

## Население
Население коммуны на 2010 год составляло 218 человек.
| 1962 | 1968 | 1975 | 1982 | 1990 | 1999 | 2010 |
| ---- | ---- | ---- | ---- | ---- | ---- | ---- |
| 298  | 366  | 286  | 254  | 254  | 242  | 218  |

## Экономика
В 2010 году среди 138 человек трудоспособного возраста (15—64 лет) 101 были экономически активными, 37 — неактивными (показатель активности — 73,2 %, в 1999 году было 67,2 %). Из 101 активных жителей работали 88 человек (56 мужчин и 32 женщины), безработных было 13 (3 мужчин и 10 женщин). Среди 37 неактивных 6 человек были учениками или студентами, 18 — пенсионерами, 13 были неактивными по другим причинам.